# Samar (ostrov)
Samar je ostrov nacházející se na východě Filipínského souostroví. Rozlohou 12 849 km² to je 63. největší ostrov světa. Spolu s ostrovem Leyte, od kterého je oddělen jen 1 km širokým průlivem, a několika malými ostrovy tvoří Východní Visajské ostrovy.

## Rozloha a obyvatelstvo
Na ostrově žije přes 1,7 miliónu obyvatel, kteří mluví převážně warajštinou – jedním z filipínských jazyků. Většina z nich vyznává jako v celých Filipínách křesťanství.
Ostrov je s přilehlými ostrůvky rozdělen do tří provincií:
- Samar – 6048 km², 733 tisíc obyvatel
- Východní Samar – 4660 km², 428 tisíc obyvatel
- Severní Samar – 3692 km², 589 tisíc obyvatel

Největším městem na ostrově je Catbalogan, hlavní město provincie Samar, s 94 tisící obyvatel. Následuje Catarman (Severní Samar) s 85 tisíci a Borongan (Východní Samar) s 64 tisíci obyvateli.

## Hospodářství
Hospodářství ostrova je zaměřeno převážně na rybolov a zemědělství: pěstuje se kopra, rýže a zelenina. Těží se zde železná a měděná ruda. Několik oblastí je zaměřeno i na turistiku.
Podél východního pobřeží ostrova je vedena Panfilipínská dálnice – 3500 km dlouhá silnice spojující severní a jižní oblasti Filipín.

## Další fotografie

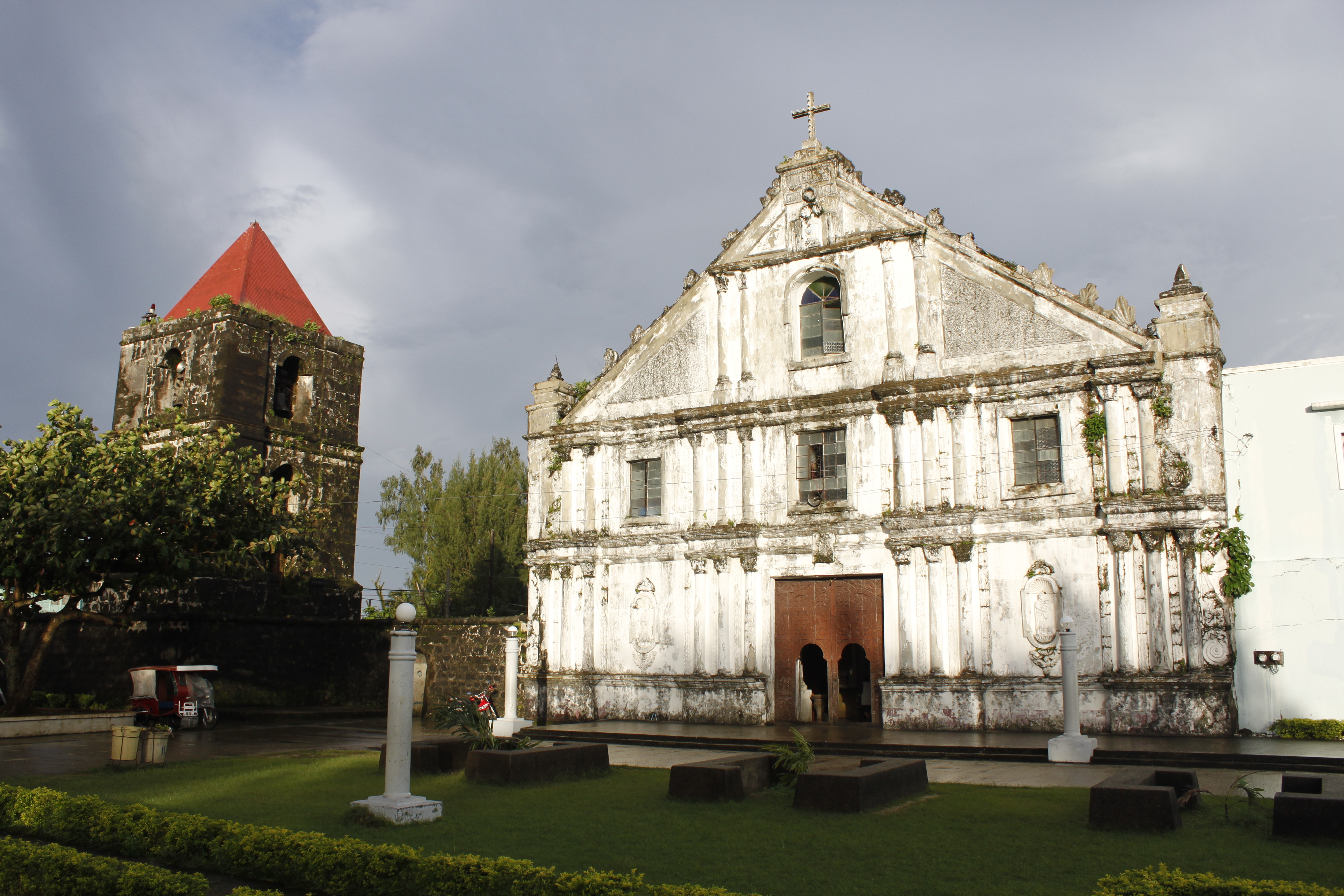
Kostel v Guiuanu ve Východním Samaru
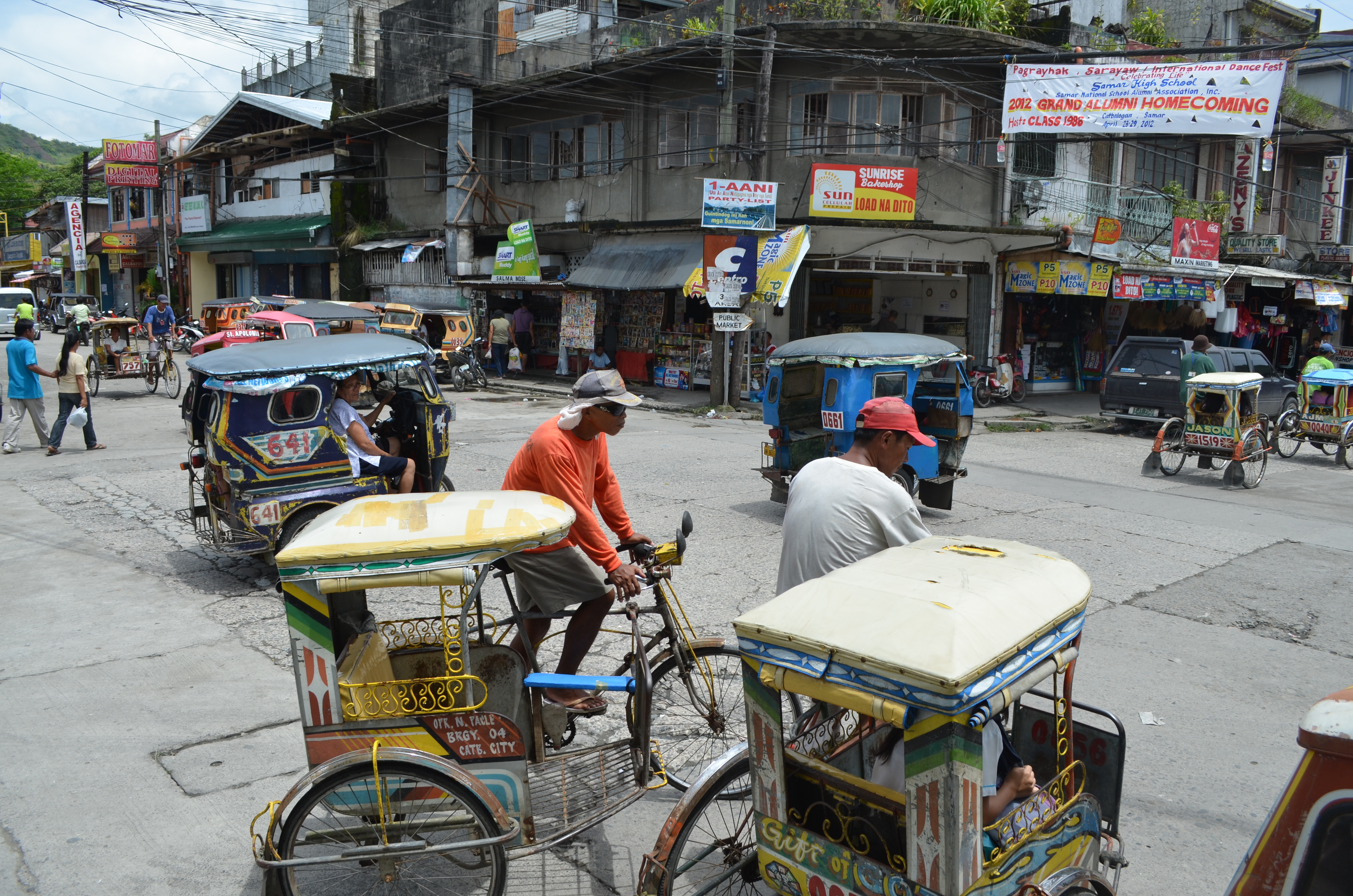
Dopravní ruch v Catbaloganu
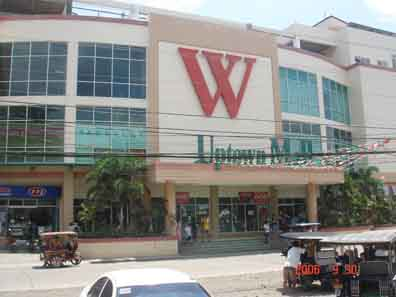
Wilsam Uptown Mall – největší nákupní středisko na ostrově
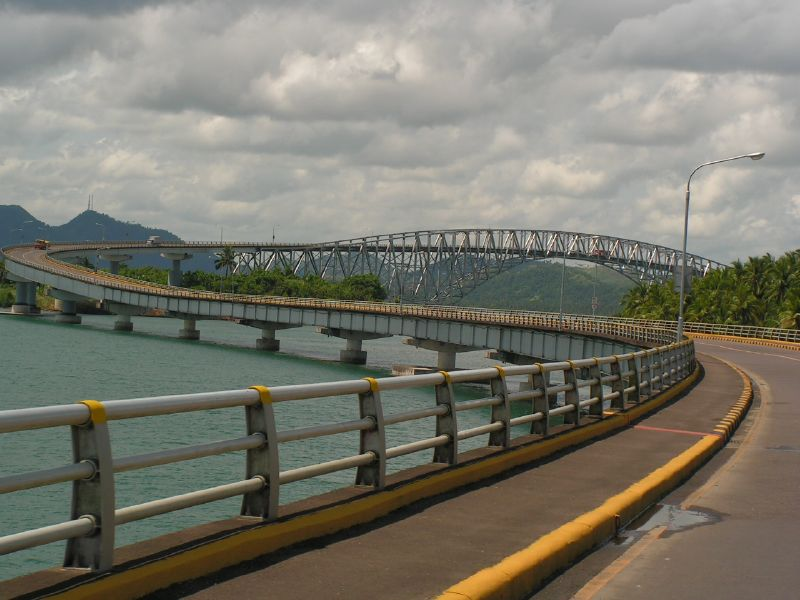
Most mezi ostrovy Samar a Leyte